# 1681
Il 1681 (MDCLXXXI in numeri romani) è un anno  del XVII secolo.

## Eventi
- Estinzione del Dodo.
- Viene scoperto l'ammasso dell'Anitra selvatica (M11) da Gottfried Kirch.
- 18 aprile – Incendio che distrusse completamente la città norvegese di Trondheim.

## Nati

### Gennaio
- 1º gennaio - Karoline von Fuchs-Mollard, contessa austriaca († 1754)
- 1º gennaio - Joseph-François Lafitau, gesuita e scrittore francese († 1746)
- 6 gennaio - Ján Baltazár Magin, presbitero, poeta e storico slovacco († 1735)
- 30 gennaio - Anselmo Francesco di Thurn und Taxis, principe († 1739)

### Febbraio
- 7 febbraio - Camillo Brunori, medico e poeta italiano († 1756)
- 9 febbraio - Antonio Saverio Gentili, cardinale italiano († 1753)
- 13 febbraio - Caetano da Costa, vescovo cattolico portoghese († 1753)
- 25 febbraio - Edelberto dalla Nave, architetto italiano († 1742)

### Marzo
- 14 marzo - Georg Philipp Telemann, compositore e organista tedesco († 1767)
- 17 marzo - Jacques Bousseau, scultore francese († 1740)
- 25 marzo - Gabriele Manfredi, matematico italiano († 1761)
- 27 marzo - Joaquín Fernández de Portocarrero, cardinale spagnolo († 1760)
- 30 marzo - Pieter Snijers, pittore fiammingo († 1752)

### Aprile
- 11 aprile - Anne Danican Philidor, compositore e oboista francese († 1728)
- 14 aprile - Christian Friedrich Rolle, organista e compositore tedesco († 1751)
- 18 aprile - Girolamo Donnini, pittore italiano († 1743)
- 25 aprile - Domenico Chelucci, matematico e religioso italiano († 1754)
- 25 aprile - Camillo Cybo, cardinale italiano († 1743)

### Maggio
- 1º maggio - Massimiliano Enrico di Wied-Runkel, conte († 1706)
- 7 maggio - Ranieri del Pace, pittore italiano († 1738)
- 14 maggio - Vincenzo Sacco, giurista italiano († 1744)
- 16 maggio - Juan Francisco de Güemes y Horcasitas, generale spagnolo († 1766)
- 23 maggio - Giacomo Zoboli, pittore italiano († 1767)
- 24 maggio - Manuel Pinto de Fonseca,  portoghese († 1773)

### Giugno
- 6 giugno - Giovanni Domenico Santorini, anatomista italiano († 1737)
- 26 giugno - Edvige Sofia di Svezia, sovrana svedese († 1708)

### Luglio
- 3 luglio - Jacopo Guglielmi, compositore italiano († 1742)
- 6 luglio - Giovanni Battista Spinola, cardinale e vescovo cattolico italiano († 1752)
- 17 luglio - Giuseppe Orioli, pittore italiano († 1750)
- 19 luglio - Henrietta Churchill, II duchessa di Marlborough, nobildonna inglese († 1733)
- 19 luglio - Nicolò Carmine Falcone, arcivescovo cattolico italiano († 1759)

### Agosto
- 5 agosto - Carlo Maria Borio di Tigliole, diplomatico e giurista italiano († 1764)
- 6 agosto - Francesco Antonio Fasani, presbitero e teologo italiano († 1742)
- 11 agosto - Scroop Egerton, I duca di Bridgewater, nobile inglese († 1744)
- 12 agosto - Vitus Jonassen Bering, esploratore e cartografo danese († 1741)
- 21 agosto - Ernesto Federico I di Sassonia-Hildburghausen, duca († 1724)

### Settembre
- 7 settembre - Bernardino Perfetti, giurista e poeta italiano († 1746)
- 11 settembre - Johann Gottlieb Heineccius, giurista tedesco († 1741)
- 27 settembre - Girolama Lorefice Grimaldi, poetessa italiana († 1762)
- 28 settembre - Johann Mattheson, compositore tedesco († 1764)

### Ottobre
- 1º ottobre - Giulia Lama, pittrice italiana († 1747)
- 6 ottobre - Charles François de Mondion, ingegnere militare e architetto francese († 1733)
- 8 ottobre - Celestino Galiani, arcivescovo cattolico italiano († 1753)

### Novembre
- 2 novembre - Angelo Felice Capelli, matematico e astronomo italiano († 1749)
- 7 novembre - Isaac-Joseph Berruyer, gesuita, storico e scrittore francese († 1758)
- 14 novembre - Alessandro Tanara, cardinale italiano († 1754)

### Dicembre
- 3 dicembre - Elisabetta Ernestina di Sassonia-Meiningen, principessa († 1766)
- 14 dicembre - Giuseppe Valentini, compositore, violinista e poeta italiano († 1753)

### Senza giorno specificato
- Boromakot, sovrano siamese († 1758)
- Maria Aurora von Spiegel († 1733)
- Michael Altherr, politico e agricoltore svizzero († 1735)
- Andrea Brigenti, umanista e poeta italiano († 1750)
- Antonio Canevari, architetto italiano († 1764)
- Jean Cavalier, condottiero francese († 1740)
- Pierre Danican Philidor, compositore e gambista francese († 1731)
- Jacob Denner,  tedesco († 1735)
- Charles Hope, I conte di Hopetoun, nobile scozzese († 1742)
- Henry Jennings, pirata e corsaro inglese († 1745)
- Weyman Lee, matematico inglese († 1785)
- Giuseppe Mariani, architetto italiano († 1731)
- Stefano Orlandi, pittore italiano († 1760)
- Giacinto Paoli, politico, militare e generale italiano († 1763)
- Costantino Pasqualotto, pittore italiano († 1755)
- Johann Christian Schickhardt, compositore e flautista tedesco († 1762)

## Morti

### Gennaio
- 1º gennaio - Marco Boschini, scrittore, pittore e incisore italiano (n. 1602)
- 5 gennaio - Pietro Vidoni, cardinale e vescovo cattolico italiano (n. 1610)
- 7 gennaio - Maddalena Sibilla di Sassonia-Weissenfels, principessa (n. 1648)
- 17 gennaio - Giulio Cesare Colonna di Sciarra, II principe di Carbognano, nobile italiano (n. 1602)
- 28 gennaio - Camilla Lauteri, pittrice italiana
- 30 gennaio - Mainardo I di Hohenzollern-Sigmaringen, principe (n. 1605)

### Febbraio
- 1º febbraio - Johann Eberhard Nidhard, cardinale e arcivescovo cattolico austriaco (n. 1607)
- 4 febbraio - Bento Pereira, gesuita, teologo e lessicografo portoghese (n. 1605)
- 20 febbraio - Sebastián Izquierdo, filosofo, scrittore e teologo spagnolo (n. 1601)
- 23 febbraio - Angelico Aprosio, letterato e scrittore italiano (n. 1607)
- 24 febbraio - Giovanni Coli, pittore italiano (n. 1636)

### Marzo
- 12 marzo - Frans van Mieris il Vecchio, pittore olandese (n. 1635)
- 16 marzo - Oswald Krad, scultore austriaco
- 20 marzo - Gaspar de Witte, pittore fiammingo (n. 1624)

### Aprile
- 3 aprile - Lucas Franchoijs il Giovane, pittore fiammingo (n. 1616)
- 10 aprile - Filippo I di Schaumburg-Lippe, nobile tedesco (n. 1601)
- 11 aprile - Federico Luigi del Palatinato-Zweibrücken, nobile tedesco (n. 1619)
- 11 aprile - Bartolomeo Gera, vescovo cattolico italiano (n. 1602)
- 12 aprile - Pietro Paolini, pittore italiano (n. 1603)
- 16 aprile - Jean-Baptiste de Valbelle, ammiraglio francese (n. 1627)
- 23 aprile - Justus Sustermans, pittore fiammingo (n. 1597)
- 26 aprile - Charles Howard, III conte di Nottingham, nobile inglese (n. 1610)
- 30 aprile - Damien de Martel, marchese de la Porte, ammiraglio francese (n. 1607)

### Maggio
- 1º maggio - Francisco Macedo, teologo, filosofo e francescano portoghese (n. 1596)
- 4 maggio - Johannes Musaeus, teologo tedesco (n. 1613)
- 6 maggio - Catherine Trianon, francese (n. 1627)
- 12 maggio - Johan Baazius il Giovane, arcivescovo luterano svedese (n. 1626)
- 24 maggio - Celio Piccolomini, cardinale e arcivescovo cattolico italiano (n. 1609)
- 25 maggio - Pedro Calderón de la Barca, drammaturgo e religioso spagnolo (n. 1600)

### Giugno
- 9 giugno - William Lilly, astrologo e scrittore inglese (n. 1602)
- 21 giugno - Siegmund von Birken, poeta tedesco (n. 1626)
- 25 giugno - Carlo Eugenio d'Arenberg, nobile belga (n. 1633)
- 28 giugno - Angélique de Fontanges, nobildonna francese (n. 1661)

### Luglio
- 1º luglio - Oliver Plunkett, arcivescovo cattolico irlandese (n. 1625)
- 21 luglio - Giovanni Paolo Caprini, religioso italiano
- 24 luglio - Agaf'ja Semënovna Grušeckaja (n. 1663)

### Agosto
- 17 agosto - Nikon, monaco cristiano russo (n. 1605)
- 27 agosto - Guglielmo Cristoforo d'Assia-Homburg, sovrano tedesco (n. 1625)

### Settembre
- 11 settembre - Godfried Henschen, gesuita, storico e diplomatista belga (n. 1601)
- 16 settembre - Jahanara Begum, principessa e scrittrice indiana (n. 1614)
- 20 settembre - Pier Francesco Cittadini, pittore italiano (n. 1616)

### Ottobre
- 1º ottobre - Gebhard XXV von Alvensleben, poeta tedesco (n. 1619)
- 4 ottobre - Francesco Visconti, vescovo cattolico italiano
- 7 ottobre - Nikolaes Heinsius il Vecchio, filologo classico e diplomatico olandese (n. 1620)
- 9 ottobre - Giovanni Agostino Gallicio, religioso italiano (n. 1592)
- 22 ottobre - Benedetto Ferrari, poeta e compositore italiano (n. 1597)
- 27 ottobre - Jean-Baptiste de Champaigne, pittore e decoratore francese (n. 1631)

### Novembre
- 2 novembre - Eleonora di Anhalt-Zerbst, nobile (n. 1608)
- 4 novembre - Francesco Megale, vescovo cattolico italiano (n. 1615)
- 11 novembre - Jacob Marrel, pittore, disegnatore e incisore tedesco
- 23 novembre - Edvige del Palatinato-Sulzbach, contessa (n. 1650)
- 23 novembre - Carlo Rossetti, cardinale italiano (n. 1614)
- 25 novembre - Lodewijk Meyer, latinista, medico e lessicografo olandese (n. 1629)
- 26 novembre - Jean Garnier, gesuita, filologo e storico francese (n. 1612)
- 26 novembre - Giovanni Paolo Oliva, gesuita italiano (n. 1600)

### Dicembre
- 4 dicembre - Maurizio di Sassonia-Zeitz, nobile tedesco (n. 1619)
- 8 dicembre - Gerard ter Borch, pittore olandese (n. 1617)
- 12 dicembre - Hermann Conring, giurista, economista e medico tedesco (n. 1606)
- 14 dicembre - Georg Ludwig von Sinzendorf, nobile e politico austriaco (n. 1616)
- 15 dicembre - James Compton, III conte di Northampton, ufficiale e politico inglese (n. 1622)
- 18 dicembre - Olimpia Aldobrandini, nobildonna italiana (n. 1623)
- 22 dicembre - Luigi Bernini, architetto, ingegnere e scultore italiano (n. 1612)

### Senza giorno specificato
- Giulio Acciano, poeta italiano (n. 1651)
- Badi II, sovrano
- Alexander Bruce, II conte di Kincardine, inventore e politico scozzese (n. 1629)
- Ludovico Cavallo, editore italiano (n. 1641)
- Antonio Juan de Centelles, politico, nobile e giudice spagnolo (n. 1616)
- Gian Domenico Cerrini, pittore italiano (n. 1609)
- Chen Yuanyuan, attrice teatrale cinese (n. 1624)
- Francesco Corbetta, chitarrista e compositore italiano
- Cornelis Saftleven, pittore, incisore e disegnatore olandese (n. 1607)
- Charles Cotin, poeta, filosofo e predicatore francese (n. 1604)
- Antonio Da Passano, doge (n. 1599)
- Marie de Maupeou, scrittrice e filantropa francese (n. 1590)
- Cesare Gentile, doge (n. 1614)
- Giacinto Gimignani, pittore italiano (n. 1606)
- Denis Godefroy, storico francese (n. 1615)
- Charles Gordon, I conte di Aboyne, nobile inglese (n. 1638)
- Daniel Gravius, missionario e linguista olandese (n. 1616)
- Lucy Hutchinson, poetessa, traduttrice e biografa inglese (n. 1620)
- Bagrat V d'Imerezia, re (n. 1620)
- Annibale Lanzoni, nobile italiano
- Andries Pels, drammaturgo e poeta olandese (n. 1631)
- Giovanni Andrea Piola, pittore italiano (n. 1627)
- Salvatore Pozzi, pittore italiano (n. 1595)
- Nicodemus Tessin il Vecchio, architetto svedese (n. 1615)
- Diego Quispe Tito, pittore peruviano (n. 1611)
- Niccolò Toppi, storico e bibliografo italiano (n. 1607)
- Umile da Messina, pittore italiano (n. 1592)
- Daniel Vertangen, pittore e disegnatore olandese (n. 1601)

## Calendario
| Calendario 1681 | Calendario 1681 | Calendario 1681 | Calendario 1681 | Calendario 1681 | Calendario 1681 | Calendario 1681 | Calendario 1681 | Calendario 1681 | Calendario 1681 | Calendario 1681 | Calendario 1681 | Calendario 1681 | Calendario 1681 | Calendario 1681 | Calendario 1681 | Calendario 1681 | Calendario 1681 | Calendario 1681 | Calendario 1681 | Calendario 1681 | Calendario 1681 | Calendario 1681 | Calendario 1681 | Calendario 1681 | Calendario 1681 | Calendario 1681 | Calendario 1681 | Calendario 1681 | Calendario 1681 | Calendario 1681 | Calendario 1681 | Calendario 1681 |
| --------------- | --------------- | --------------- | --------------- | --------------- | --------------- | --------------- | --------------- | --------------- | --------------- | --------------- | --------------- | --------------- | --------------- | --------------- | --------------- | --------------- | --------------- | --------------- | --------------- | --------------- | --------------- | --------------- | --------------- | --------------- | --------------- | --------------- | --------------- | --------------- | --------------- | --------------- | --------------- | --------------- |
|                 | 1               | 2               | 3               | 4               | 5               | 6               | 7               | 8               | 9               | 10              | 11              | 12              | 13              | 14              | 15              | 16              | 17              | 18              | 19              | 20              | 21              | 22              | 23              | 24              | 25              | 26              | 27              | 28              | 29              | 30              | 31              |                 |
| Gennaio         | Me              | Gi              | Ve              | Sa              | Do              | Lu              | Ma              | Me              | Gi              | Ve              | Sa              | Do              | Lu              | Ma              | Me              | Gi              | Ve              | Sa              | Do              | Lu              | Ma              | Me              | Gi              | Ve              | Sa              | Do              | Lu              | Ma              | Me              | Gi              | Ve              |                 |
| Febbraio        | Sa              | Do              | Lu              | Ma              | Me              | Gi              | Ve              | Sa              | Do              | Lu              | Ma              | Me              | Gi              | Ve              | Sa              | Do              | Lu              | Ma              | Me              | Gi              | Ve              | Sa              | Do              | Lu              | Ma              | Me              | Gi              | Ve              |                 |                 |                 |                 |
| Marzo           | Sa              | Do              | Lu              | Ma              | Me              | Gi              | Ve              | Sa              | Do              | Lu              | Ma              | Me              | Gi              | Ve              | Sa              | Do              | Lu              | Ma              | Me              | Gi              | Ve              | Sa              | Do              | Lu              | Ma              | Me              | Gi              | Ve              | Sa              | Do              | Lu              |                 |
| Aprile          | Ma              | Me              | Gi              | Ve              | Sa              | Do              | Lu              | Ma              | Me              | Gi              | Ve              | Sa              | Do              | Lu              | Ma              | Me              | Gi              | Ve              | Sa              | Do              | Lu              | Ma              | Me              | Gi              | Ve              | Sa              | Do              | Lu              | Ma              | Me              |                 |                 |
| Maggio          | Gi              | Ve              | Sa              | Do              | Lu              | Ma              | Me              | Gi              | Ve              | Sa              | Do              | Lu              | Ma              | Me              | Gi              | Ve              | Sa              | Do              | Lu              | Ma              | Me              | Gi              | Ve              | Sa              | Do              | Lu              | Ma              | Me              | Gi              | Ve              | Sa              |                 |
| Giugno          | Do              | Lu              | Ma              | Me              | Gi              | Ve              | Sa              | Do              | Lu              | Ma              | Me              | Gi              | Ve              | Sa              | Do              | Lu              | Ma              | Me              | Gi              | Ve              | Sa              | Do              | Lu              | Ma              | Me              | Gi              | Ve              | Sa              | Do              | Lu              |                 |                 |
| Luglio          | Ma              | Me              | Gi              | Ve              | Sa              | Do              | Lu              | Ma              | Me              | Gi              | Ve              | Sa              | Do              | Lu              | Ma              | Me              | Gi              | Ve              | Sa              | Do              | Lu              | Ma              | Me              | Gi              | Ve              | Sa              | Do              | Lu              | Ma              | Me              | Gi              |                 |
| Agosto          | Ve              | Sa              | Do              | Lu              | Ma              | Me              | Gi              | Ve              | Sa              | Do              | Lu              | Ma              | Me              | Gi              | Ve              | Sa              | Do              | Lu              | Ma              | Me              | Gi              | Ve              | Sa              | Do              | Lu              | Ma              | Me              | Gi              | Ve              | Sa              | Do              |                 |
| Settembre       | Lu              | Ma              | Me              | Gi              | Ve              | Sa              | Do              | Lu              | Ma              | Me              | Gi              | Ve              | Sa              | Do              | Lu              | Ma              | Me              | Gi              | Ve              | Sa              | Do              | Lu              | Ma              | Me              | Gi              | Ve              | Sa              | Do              | Lu              | Ma              |                 |                 |
| Ottobre         | Me              | Gi              | Ve              | Sa              | Do              | Lu              | Ma              | Me              | Gi              | Ve              | Sa              | Do              | Lu              | Ma              | Me              | Gi              | Ve              | Sa              | Do              | Lu              | Ma              | Me              | Gi              | Ve              | Sa              | Do              | Lu              | Ma              | Me              | Gi              | Ve              |                 |
| Novembre        | Sa              | Do              | Lu              | Ma              | Me              | Gi              | Ve              | Sa              | Do              | Lu              | Ma              | Me              | Gi              | Ve              | Sa              | Do              | Lu              | Ma              | Me              | Gi              | Ve              | Sa              | Do              | Lu              | Ma              | Me              | Gi              | Ve              | Sa              | Do              |                 |                 |
| Dicembre        | Lu              | Ma              | Me              | Gi              | Ve              | Sa              | Do              | Lu              | Ma              | Me              | Gi              | Ve              | Sa              | Do              | Lu              | Ma              | Me              | Gi              | Ve              | Sa              | Do              | Lu              | Ma              | Me              | Gi              | Ve              | Sa              | Do              | Lu              | Ma              | Me              |                 |